# Список заслуженных мастеров спорта СССР (баскетбол)
Почетное пожизненное спортивное звание в СССР. Список возможно неполон, так как нет точных данных за 80-е-90-е гг.
| 1938 год |                                             |            |                         |           |                 |  |
| 1        | Травин Константин Иванович                  | ??.11.1938 |                         | Москва    | «Локомотив»     |  |
| 2        | Белова Евдокия Фёдоровна                    | ??.11.1938 |                         | Ленинград | «Спартак»       |  |
| 1940 год |                                             |            |                         |           |                 |  |
| 1        | Бессонова Вера Ивановна                     | ??.07.1940 |                         | Москва    | «Динамо»        |  |
| 1943 год |                                             |            |                         |           |                 |  |
| 1        | Спандарян Степан Суренович                  | 12.11.1943 |                         | Москва    |                 |  |
| 2        | Церетели Арчил Николаевич                   | ??.??.1943 |                         |           |                 |  |
| 1946 год |                                             |            |                         |           |                 |  |
| 1        | Зинин Александр Михайлович                  | ??.??.1946 |                         |           |                 |  |
| 2        | Беляев Сергей Иванович                      | ??.??.1946 |                         | Москва    |                 |  |
| 3        | Васильев Степан Васильевич                  | ??.??.1946 |                         | Вязники   |                 |  |
| 4        | Дзеконский Лев Викторович                   | 23.07.1946 |                         | Тбилиси   | ДКА             |  |
| 5        | Глебов Александр Александрович              | 23.07.1946 |                         | Одесса    | «Спартак»       |  |
| 6        | Палавандишвили Леван Георгиевич             | 23.07.1946 |                         | Тбилиси   | «Динамо»        |  |
| 7        | Факторова Галина Петровна                   | ??.11.1946 | 05.07.1909 — ??.??.1998 | Киев      | «Динамо»        |  |
| 8        | Мефодьева Екатерина Андреевна               | ??.11.1946 | ??.??.???? — ??.??.???? | Москва    | МАИ             |  |
| 1947 год |                                             |            |                         |           |                 |  |
| 1        | Козлова Мария Семёновна                     | ??.05.1947 |                         |           |                 |  |
| 2        | Алексеев Евгений Николаевич                 | ??.05.1947 |                         |           |                 |  |
| 3        | Лысов Иоанн Фёдорович                       | ??.05.1947 |                         |           |                 |  |
| 4        | Колпаков Василий Ефимович                   | ??.05.1947 |                         |           |                 |  |
| 5        | Цетлин Павел Миронович                      | ??.05.1947 | 12.02.1908 — ??.03.1963 |           |                 |  |
| 6        | Орахелашвили (Карасева) Мэри Ивановна       | ??.05.1947 |                         | Москва    | «Локомотив»     |  |
| 7        | Салаутина Анна Петровна                     | ??.05.1947 |                         |           |                 |  |
| 1948 год |                                             |            |                         |           |                 |  |
| 1        | Футерман Фёдор Иосифович                    | ??.01.1948 |                         | Одесса    | «Пищевик»       |  |
| 2        | Конев Анатолий Константинович               | 05.08.1948 |                         | Москва    | «Динамо»        |  |
| 3        | Ушаков Юрий Никитович                       | 05.08.1948 |                         | Москва    | «Динамо»        |  |
| 4        | Горохов Владимир Васильевич                 | ??.11.1948 |                         |           | Советская Армия |  |
| 5        | Оганезов Сурен Сергеевич                    | ??.11.1948 |                         | Тбилиси   | Дом офицера     |  |
| 6        | Тетерина (Серова) Вера Михайловна           | ??.11.1948 | ??.??.1906              | Москва    | «Динамо»        |  |
| 7        | Беляев Игорь Николаевич                     | ??.11.1948 |                         | Москва    | «Большевик»     |  |
| 8        | Васильева (Корякина) Елена Фёдоровна        | ??.11.1948 |                         | Ленинград | «Буревестник»   |  |
| 1950 год |                                             |            |                         |           |                 |  |
| 1        | Рябушкина Евдокия Павловна                  | ??.02.1950 | ??.??.1913 — ??.??.???? | Москва    | «Локомотив»     |  |
| 2        | Зарковская (Рябушкина) Евгения Павловна     | ??.07.1950 | ??.??.???? — ??.??.???? | Москва    | «Динамо»        |  |
| 3        | Максимова Нина Александровна                | ??.07.1950 | ??.??.???? — ??.??.???? | Москва    | «Динамо»        |  |
| 4        | Алексеева (Ракевич) Лидия Владимировна      | ??.07.1950 | ??.??.???? — ??.??.???? | Москва    | «Наука»         |  |
| 5        | Копылова (Кандинова) Валентина Владимировна | ??.07.1950 | ??.??.1923 — ??.??.1997 | Москва    | «Наука»         |  |
| 6        | Шендель (Рябушкина) Вера Павловна           | ??.07.1950 | ??.??.???? — ??.??.???? | Москва    | «Наука»         |  |
| 7        | Моисеева Тамара Ивановна                    | ??.07.1950 | ??.??.1924 — ??.??.???? | Москва    | «Строитель»     |  |
| 8        | Кулакаускас Витаутас Владимирович           | ??.07.1950 | ??.??.???? — ??.??.???? | Вильнюс   | «Жальгирис»     |  |
| 9        | Коркия Отар Михайлович                      | ??.12.1950 |                         | Тбилиси   | «Динамо»        |  |
| 10       | Бутаутас Стяпас Мечиславович                | ??.??.1950 |                         |           |                 |  |
| 11       | Лагунавичюс Юстинас Казисович               | ??.??.1950 |                         |           |                 |  |
| 1951 год |                                             |            |                         |           |                 |  |
| 1        | Куллам Ильмар Августович                    | ??.??.1951 |                         |           |                 |  |
| 2        | Разживин Виктор Николаевич                  | ??.??.1951 |                         |           |                 |  |
| 1952 год |                                             |            |                         |           |                 |  |
| 1        | Стасюк Зоя Леонтьевна                       | ??.06.1952 |                         | Киев      | «Динамо»        |  |
| 2        | Джорджикия Нодар Константинович             | ??.??.1952 |                         |           |                 |  |
| 3        | Маментьева Раиса Владимировна               | ??.??.1952 |                         |           |                 |  |
| 4        | Урданг (Воропаева) Нина Егоровна            | ??.??.1952 | ??.??.1924              |           |                 |  |
| 1953 год |                                             |            |                         |           |                 |  |
| 1        | Петкявичюс Казис Казио                      | ??.06.1953 |                         | Каунас    | «Жальгирис»     |  |
| 2        | Власов Виктор Петрович                      | ??.06.1953 |                         | Москва    | «Динамо»        |  |
| 3        | Моисеев Александр Иванович                  | ??.06.1953 |                         | Москва    | ЦДСА            |  |
| 4        | Силиньш Гунарс Теодорович                   | ??.06.1953 |                         | Москва    | ЦДСА            |  |
| 5        | Войт Елена Сергеевна                        | ??.??.1953 |                         |           |                 |  |
| 6        | Максимельянова Нина Дмитриевна              | ??.08.1953 |                         |           |                 |  |
| 1954 год |                                             |            |                         |           |                 |  |
| 1        | Пименова Нина Викторовна                    | ??.06.1954 | ??.??.1925              | Киев      | «Динамо»        |  |
| 2        | Ярошевская (Степина) Галина Ивановна        | ??.06.1954 |                         |           |                 |  |
| 1955 год |                                             |            |                         |           |                 |  |
| 1        | Авалишвили Георгий Иванович                 | ??.05.1955 |                         | Тбилиси   | «Динамо»        |  |
| 1956 год |                                             |            |                         |           |                 |  |
| 1        | Карамышева (Узтупе) Дзидра Петровна         | ??.??.1956 |                         | Рига      |                 |  |
| 1957 год |                                             |            |                         |           |                 |  |
| 1        | Валдманис Майгонис Альбертович              | ??.02.1957 |                         | Рига      | ОДО             |  |
| 2        | Озеров Юрий Викторович                      | ??.02.1957 |                         | Москва    | «Динамо»        |  |
| 3        | Стонкус Станисловас Станисловович           | ??.02.1957 |                         | Каунас    | «Жальгирис»     |  |
| 1959 год |                                             |            |                         |           |                 |  |
| 1        | Круминьш Янис                               | ??.10.1959 |                         | Рига      | СКВО            |  |
| 2        | Муйжниекс Валдис Карлович                   | ??.10.1959 |                         | Рига      | СКВО            |  |
| 3        | Семёнов Михаил Васильевич                   | ??.10.1959 |                         | Москва    | ЦСК МО          |  |
| 4        | Торбан Владимир Александрович               | ??.10.1959 |                         | Москва    | «Динамо»        |  |
| 5        | Дактарайте Юрате Юозо                       | ??.??.1959 |                         | Каунас    |                 |  |
| 6        | Костикова (Куликова) Валентина Кузьминична  | ??.??.1959 |                         |           |                 |  |
| 7        | Кутузов Олег Иванович                       | ??.??.1959 |                         |           |                 |  |
| 1960 год |                                             |            |                         |           |                 |  |
| 1        | Ерёмина Нина Алексеевна                     | ??.05.1960 |                         | Москва    |                 |  |
| 2        | Познанская (Перегудова) Нина Васильевна     | ??.05.1960 |                         | Ленинград |                 |  |
| 3        | Вишнева-Отса Марет-Май Яновна               | ??.05.1960 |                         | Тарту     |                 |  |
| 4        | Михайлова (Кузнецова) Раиса Павловна        | ??.11.1960 |                         | Москва    | «Труд»          |  |
| 5        | Арцишевская Нина Вячеславовна               | ??.12.1960 | ??.??.1933              | Москва    | «Труд»          |  |
| 6        | Бочкарёв Аркадий Андреевич                  | ??.??.1960 |                         |           |                 |  |
| 1961 год |                                             |            |                         |           |                 |  |
| 1        | Зубков Виктор Алексеевич                    | ??.10.1961 |                         | Москва    | ЦСКА            |  |
| 2        | Хехта (Битнере) Хелена Александровна        | ??.??.1961 | ??.??.1935              | Рига      |                 |  |
| 1962 год |                                             |            |                         |           |                 |  |
| 1        | Инцкирвели Леван Григорьевич                | ??.11.1962 |                         | Тбилиси   | «Динамо»        |  |
| 2        | Киладзе Александр Иванович                  | ??.11.1962 |                         | Тбилиси   | «Динамо»        |  |

## 1964
- Базаревич (Куканова) Людмила Сергеевна
- Будовска (Смилдзиня) Скайдрите Александровна
- Вольнов, Геннадий Георгиевич
- Петров Александр Павлович
- Прокопенко (Салимова) Равиля Назиповна
- Травин, Александр Константинович

## 1965
- Липсо, Яаак Эдуардович
- Минашвили, Гурам Варламович
- Слиденко (Пыркова) Тамара Петровна
- Хрынин, Вячеслав Александрович

## 1966
- Кочергина (Орел) Феодора Григорьевна
- Кродере (Равдоне) Сильвия Валериановна
- Фоминых (Чиянова) Нелли Васильевна

## 1967
- Вальтин, Альберт Иванович
- Гладун, Вадим Иванович
- Паулаускас, Модестас Феликсович
- Саканделидзе, Зураб Александрович
- Селихов, Юрий Геннадьевич
- Томсон, Прийт Эвальдович
- Чечуро, Геннадий Семёнович

## 1968
- Антипина, Алиса Борисовна

## 1969
- Андреев, Владимир Георгиевич
- Астахов, Анатолий Константинович
- Белов, Сергей Александрович
- Кульков, Александр Сергеевич

## 1970
- Воронина, Галина Георгиевна
- Захарова, Надежда Дмитриевна

## 1971
- Демьянская (Дмитриева) Виктория Михайловна
- Жармухамедов, Алжан Мусурбекович (в 1973 снято, вновь присвоено в 1979)
- Кобзева (Черникова) Зинаида Федоровна
- Поливода, Анатолий Иванович
- Семёнова, Иулияна Ларионовна
- Строилова (Гусева) Лидия Георгиевна (1945)
- Угрехелидзе, Владимир Несторович
- Ферябникова (Бильмайер) Нелли Васильевна

## 1972
- Белов, Александр Александрович
- Болошев, Александр Александрович
- Едешко, Иван Иванович
- Коркия, Михаил Шотаевич
- Курвякова, Раиса Васильевна

## 1973
- Грундмане, Дзинтра Яновна

## 1974
- Большаков, Александр Николаевич
- Милосердов, Валерий Владимирович
- Павлов, Юрий Викторович
- Сальников, Александр Петрович

## 1975
- Климова (Назембло) Наталья Генриховна
- Овечкина (Кабаева) Татьяна Николаевна

## 1976
- Даунене (Калягина) Тамара Викторовна
- Коростелева (Барышева) Ольга Федоровна
- Надырова (Захарова) Татьяна Павловна
- Ольхова (Шуваева) Надежда Александровна
- Рупшене (Янкунайте) Ангеле Стасио
- Сухарнова, Ольга Леонидовна

## 1979
- Ткаченко, Владимир Петрович
- Хенделе (Карклиня) Тамара Карловна

## 1980
- Беселене (Шульските) Вида Альфонсовна
- Ивинская (Белошапка) Татьяна Михайловна
- Рогожина (Муравьева) Людмила Николаевна
- Шармай (Гончарова) Любовь Георгиевна

## 1981
- Еремин, Станислав Георгиевич
- Лопатов, Андрей Вячеславович
- Мышкин, Анатолий Дмитриевич
- Тараканов, Сергей Николаевич

## 1982
- Белостенный, Александр Михайлович (снято за ввоз долларов в страну, присвоено заново в 1985, снято в 1987 за удар судьи (болгарина) в лицо после матча на Кубок Корача «Цибона» — «Строитель», присвоено заново в 1988)[34]
- Валтерс, Валдис Беннович
- Дерюгин, Николай Александрович
- Йовайша, Сергей Пранович
- Хомичюс, Вальдемарас Пятрасович

## 1984
- Барель, Олеся Ивановна
- Бурякина, Ольга Валентиновна
- Курикша, Лариса Михайловна (01.06.1963)
- Куртинайтис, Римас Гинтаутович
- Савицкая (Крисевич) Галина Владимировна
- Чаусова, Елена Ефимовна
- Шидлаускайте-Венскунене, Рамуне-Неринга Юозовна
- Яковлева, Ольга Леонидовна

## 1985
- Сабонис, Арвидас-Ромас Андрюсович
- Энден, Хейно Рейнович

## 1988
- Волков, Александр Анатольевич
- Гоборов, Валерий Григорьевич
- Марчюленис, Раймондас-Шарунас Иозович
- Миглиниекс, Игорс Янович
- Панкрашкин, Виктор Александрович
- Сокк, Тийт Аугустович
- Тихоненко, Валерий Алексеевич

## 1991
- Кандель, Александр Ефимович
- Минх, Ирина Эдвиновна

## 1992
- Баранова, Елена Викторовна
- Герлиц, Ирина Яковлевна
- Жирко, Елена Николаевна
- Заболуева, Светлана Александровна
- Засульская, Наталья Борисовна
- Лемехова, Татьяна Ивановна
- Рутковская, Ирина Ивановна
- Сумникова, Ирина Владимировна
- Ткаченко, Марина Ивановна
- Торникиду, Елена
- Худашова, Елена Анатольевна
- Шакирова (Бунатьянц), Элен Рафаэловна
- Швайбович, Елена Петровна

## неизв
- Алачачян, Арменак Мисакович
- Егорова (Бурдина) Юлия, род. 1924
- Корнеев, Юрий Иванович (? 56)
- Студенецкий, Михаил Владимирович (? 56)